# دست موردن (غوهران)
دست موردن (بالفارسية: دست موردن) هي قرية تقع في إيران في قسم غوهران الريفي. يقدر عدد سكانها بـ 108 نسمة بحسب إحصاء 2016.